# Acroglochin
Acroglochin é um género botânico pertencente à família Amaranthaceae.

## Espécies
- Acroglochin chenopodioides
- Acroglochin obtusifolia
- Acroglochin persicarioides
  - Acroglochin persicarioides var. muliensis
  - Acroglochin persicarioides var. multiflora
- Acroglochin schraderiana